# Afrikansk skovelefant
Den afrikanske skovelefant (Loxodonta cyclotis) tilhører slægten Loxodonta i elefantfamilien (Elephantidae), en gruppe som omfatter verdens største landlevende pattedyr. Denne elefanttype blev indtil for ganske nylig regnet som en underart af den afrikanske savanneelfant, men DNA-analyser har vist at der findes to elefantarter i Afrika. Skovelefanten udgør derfor sammen med sin nærmeste slægtning de eneste to nulevende arter i Loxodonta. Skovelefanten tilhører den såkaldte afrikanske megafauna, men artens middelstørrelse er mindre end savanneelefantens. Begge køn har stødtænder, men hannens er størst.
Længe troede man at skovelefanten og savanneelefanten tilhørte samme art, men ny forskning har vist at det tilsyneladende ikke er tilfældet. Skovelefanten udgør formentlig omkring 1/3 af alle elefanter i Afrika i dag, men dette er kun baseret på anslåede tal. Foreløbig kendes tre distinkte populationer i Congobassinet.
Skovelefanten er endnu ikke alment anerkendt som en selvstændig art, især har IUCN African Elephant Specialist Group indtil videre været afventende med at bekræfte dens status.

## "Opdagelsen"
I slutningen af det 20. århundrede oprettede fredningsmyndighederne et DNA-register for elefanter, med det formål at kunne spore oprindelsen af beslaglagt elfenben. Det har længe været kendt, netop fra handelen med elfenben, at skovelefantens stødtænder var hårdere end de øvrige elefanttyper og havde en særlig lyserød farve, samtidig med at deres form var mindre kurvet. Test af det indsamlede arvemateriale viste at skovelefantens genetiske materiale afveg omtrent en tredjedel så meget fra savanneelefanten i forhold til afvigelsen fra den asiatiske elefant.
Annonceringen af opdagelsen af en ny elefantart burde ikke være kommet som nogen stor overraskelse. Loxondonta cyclotis blev nemlig beskrevet som selvstændig art af den tyske zoolog Paul Matschie allerede i 1900. I 1931 fik denne teori desuden støtte fra en fransk zoolog, Frade, godt nok på et fejlagtigt grundlag. Frade beskrev nemlig savanneelefanten som et dyr med fire tånegle på forbenet og tre tånegle på bagbenet, mens skovelefantens har fem tånegle foran og fire tånegle bagpå. Denne iagttagelse var dog forkert, idet begge disse elefanter fødes med fem tånegle på alle fire ben. Mange eksemplarer mister imidlertid deres negle på grund af det terræn de lever i.

## Habitat og adfærd
Afrikanske skovelefanter trives i tropisk klima og findes i områder med tæt regnskov, hvor der er en relativt høj luftfugtighed og god adgang til vand. Dette inkluderer landområder i Vest- og Centralafrika, nærmere bestemt i Kongobassinet. Nylige undersøgelser har indikeret at skovelefantens territorium kan være på op imod 2,000 km², men ellers er deres adfærd ikke særligt velbeskrevet. Flokkene består gerne af 2-8 dyr, men de danner derudover både familiegrupper og klaner, som dog ikke har samme størrelse som hos savannetypen.

## Oprindelse og klassificering
Siden Matschies og Frades undersøgelser i begyndelsen af det 20. århundrede har andre forskere, deriblandt Alfred L. Roca, opdaget andre og mere definitive forskelle: Skovelefanten adskiller sig først og fremmest fra savanneelefanten ved generelt at være mindre af størrelse; men der findes dertil også en række andre forskelle, f.eks. i kraniets morfologi og kæbebenet hos skovelefanten er længere og smallere end på savannetypen, samt formen og størrelsen på ørerne (mindre og rundere). Skovelefanten er mere kompakt og tyren bliver sjældent over ca. 2,5 meter høj. Tyrene kan veje op til 6 ton, mens koen sædvanligvis bliver mindre. Også stødtænderne er forskellige. Skovelefanten har mindre stødtænder, som er tyndere og mindre kurvede. Elfenbenet har desuden en rosa farve og er hårdere end savanneelefantens. Skovelefanten har derudover en mørkere hud og lever i mindre flokke. 
Forskerne mener at kunne bevise at de to nulevende medlemmer af slægten Loxodonta begyndte at dele sig i to arter for omkring 2,5 millioner år siden. Dette kan have haft sammenhæng med at den uddøde Loxodonta adaurora blev fortrængt fra savannen af den nu ligeledes uddøde Elephas recki, som var en gigant der på dette tidspunkt dominerede det afrikanske kontinent. Denne begivenhed kan have været grundlaget for skovelefantens oprindelse, uden at dette dog er endeligt bevist; Loxodonta adauroras forsvinden og Loxodonta cyclotis oprindelse er nemlig tidsmæssigt sammenfaldende.
Den nordafrikanske elefant, som bl.a. Hannibal benyttede som krigselefanter, kan desuden have været et tredje medlem af Loxodonta, men denne elefanttype uddøde mellem 1. og 2. århundrede e.v.t. Den omdiskuterede afrikanske pygmæelefant, som også er rapporteret fra Congobassinet, regnes gerne som en selvstændig art, men er sandsynligvis en underart af skovelefanten.
Loxodonta cyclotis er endnu ikke blevet opført på IUCN's Rødliste, hvilket skyldes at det stadig ikke er helt afklaret om den bliver anerkendt som en selvstændig art. Hvad angår rødlistestatus regnes skovelefanten derfor fortsat som samme art som savanneelefanten. Trods den manglende officielle status hævdes det imidlertid at denne elefant er kritisk truet af udryddelse, blandt andet på grund af afskovning og krybskydning i forbindelse med ulovlig handel med elfenben. Det sidste skal ses i sammenhæng med at denne elefanttypes stødtænder regnes som de mest værdifulde blandt elefantarterne.